# Antonov An-72
Antonov An-72 är ett ukrainskt, tidigare sovjetiskt taktiskt transportplan.

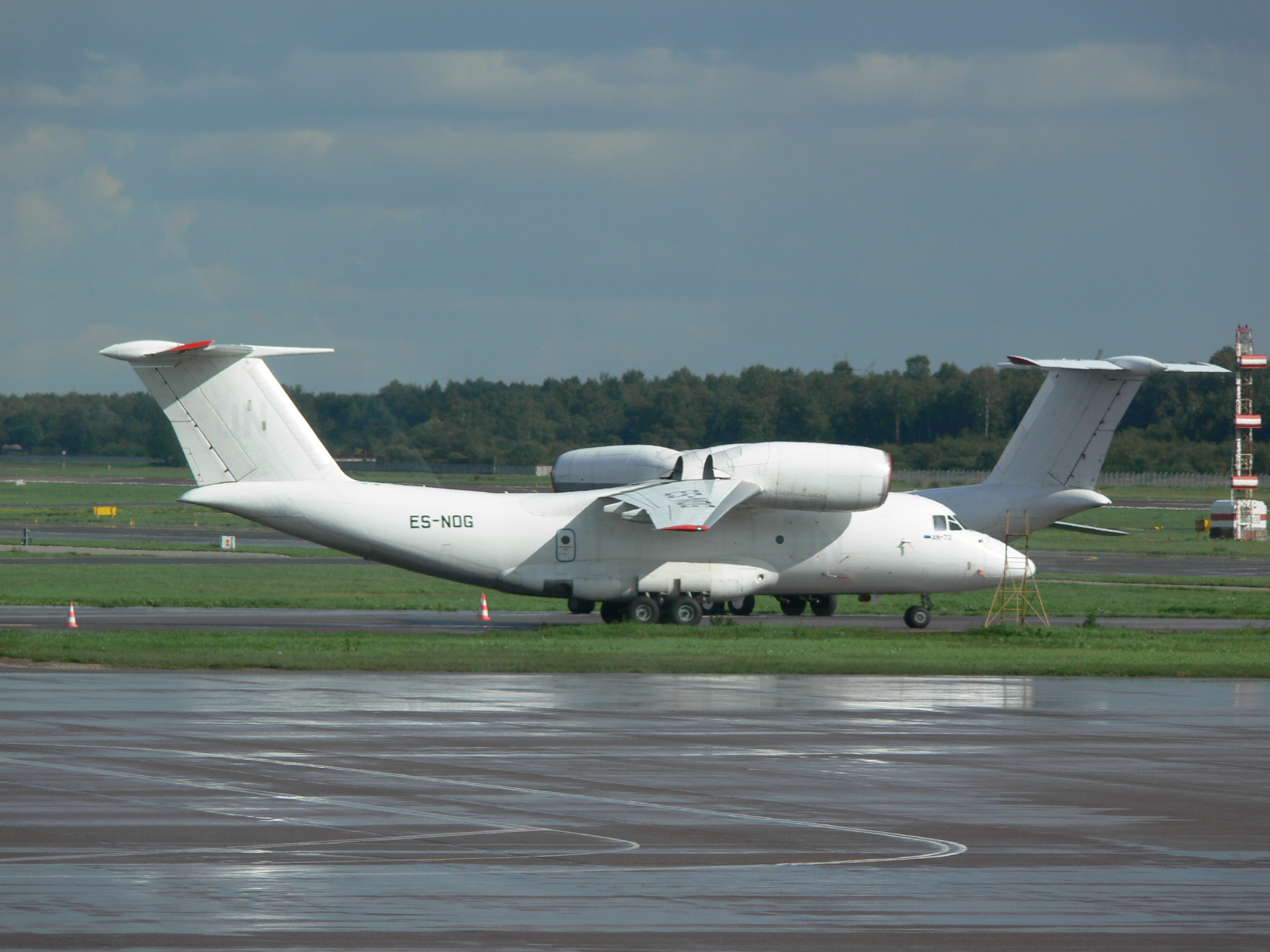
Två An-72 från flygbolaget Enimex

## Bakgrund
I början av 1970-talet beslöts det i Sovjet att ersätta An-26, vid tillfället östblockets viktigaste taktiska transportplan, med en ny jetdriven konstruktion, på ett motsvarande sätt som då Iljusjin Il-76 kommit att ersätta An-12 tidigare i decenniet.
Antonov, som var känd för att ha konstruerat ett flertal robusta STOLplan, inklusive An-2 och An-14, men som inte tidigare hade konstruerat jetflygplan, inledde projekteringen 1972. En lösning för att förkorta landningssträckan som användes allmänt på konstruktioner under 1950-talet och 1960-talet var att dra en del av motorns luft via rörledningar till vingarna, där den sedan släpptes ut över klaffarna för att skapa mer lyftkraft, på engelska kallade "blown flaps", blåsta klaffar. Systemet gav ordentligt ökad lyftkraft till vingarna, särskilt vid landning då bortfallet i motoreffekt inte var lika påtagligt som vid start. Problemet var att det var en mekaniskt rätt komplicerad konstruktion som krävde en hel del underhåll.
En mekaniskt sett enklare lösning för att förkorta start- och landningssträckan var att placera motorerna ovanför vingarna. En sådan konstruktion utnyttjade Coandaeffekten då jetströmmen från motorerna går över vingarna och därmed ökar lyftförmågan. De högt placerade motorerna minskar också risken för FOD, skador som uppstår till följd av att främmande föremål sugs in i motorerna. Nackdelen med denna konstruktion är att man måste använda dyra värmetåliga material för att skydda vingarna från avgaserna och ökad bränsleåtgång. Efter att ha vägt för- och nackdelar mot varandra bestämdes det att den nya An-72 skulle använda högt placerade motorer. För värmeisolering används paneler av titan på vingarnas översidor, då Antonov använt flera delar i titan på föregångaren An-26 och därför var bekant med materialet.
För att öka möjligheten att operera från opreparerade fält utrustades planet med robusta landställ med lågtrycksdäck. Huvudlandningsstället är inte av boggityp som det kan verka vid första ögonkastet, utan består av två skilda hjulupphängningar för att minska belastningen på hjulen vid start och landning från kuperade banor.
De två högt monterade motorerna som sitter tätt inpå flygkroppen ger planet en mycket karakteristisk profil sett framifrån, och snart hade det fått smeknamnet "Cheburashka" (Drutten på svenska) efter den sovjetiska seriefiguren med stora runda öron.

## Utveckling
Projektarbetet som inletts 1972 ledde fram till en första flygningen som skedde 22 december 1977. De två prototyperna följdes av en provserie på åtta plan, innan serieproduktion startades. Prototyperna och planen från provserien skilde sig på ett par punkter från den slutliga seriestandarden, bland annat förlängdes vingspann och flygkropp något, och fenorna under flygkroppen ströks. Parallellt med planet utvecklades en variant för arktiska förhållanden, An-74.
Piloterna konstaterade snart att An-72 var ett mycket lätthanterat flygplan, och vingens höga lyftkraft gjorde att planet blev extremt manövrerbart för ett flygplan i sin klass. Ett flygplan utrustades på prov med starkare flygkropp och vinge, vilket möjliggjorde rollar och halvloopingar.

## Varianter
An-72 gav upphov till två skilda konstruktioner baserat på planet, den arktiska An-74 och stridsledningsplanet An-71. Grundversionen gick under beteckningen An-72A för att skilja den från provserien. En dedikerad fraktversion, An-72AT, som är utrustad för att hantera internationella standardcontainer förekom också. An-72S är beteckningen på en variant inredd till affärsjet. Den är numera ersatt av An-74P-100 på produktionslinjerna.
An-72P är den senaste versionen och är en renodlat militär variant för marinspaning och övervakning av fiskerizoner. Planet kan även beväpnas för att användas som lätt attackplan. Ett fåtal plan, tillverkade i början av 1990-talet används av ryska gränsbevakningen i Stilla Havet. I samarbete med IAI erbjuds en utvecklad variant med modern förarkabin och avionik som även kan beväpnas med den laserstyrda bomben Griffin, inga beställningar har ännu gjorts.

## Tjänstgöring
Ett hundratal An-72 tjänstgjorde under Kalla kriget, men lyckades aldrig helt ersätta An-26, som stannade i rysk flygvapentjänst ungefär lika länge som sin ersättare. Nyare versioner kom också i produktion i form av An-30 samt An-32. Olika versioner baserade på An-74 med sin förlängda vinge och flygkropp började snart konkurrera ut de civila versionerna av planet.

## Användare
Ett antal An-72 används fortfarande både civilt och militärt. Förutom de här nämnda finns ett antal som opererar med olika varianter av An-74.

### Civila flygbolag
Estland
- Enimex

 Sudan
- Badr Airlines

### Militära användare
Moldavien
- Moldaviska flygvapnet - 2

 Ryssland
- Ryska Gränsbevakningen samt eventuellt Ryska flygvapnet

 Ukraina
- Ukrainska flygvapnet - 26

## Galleri

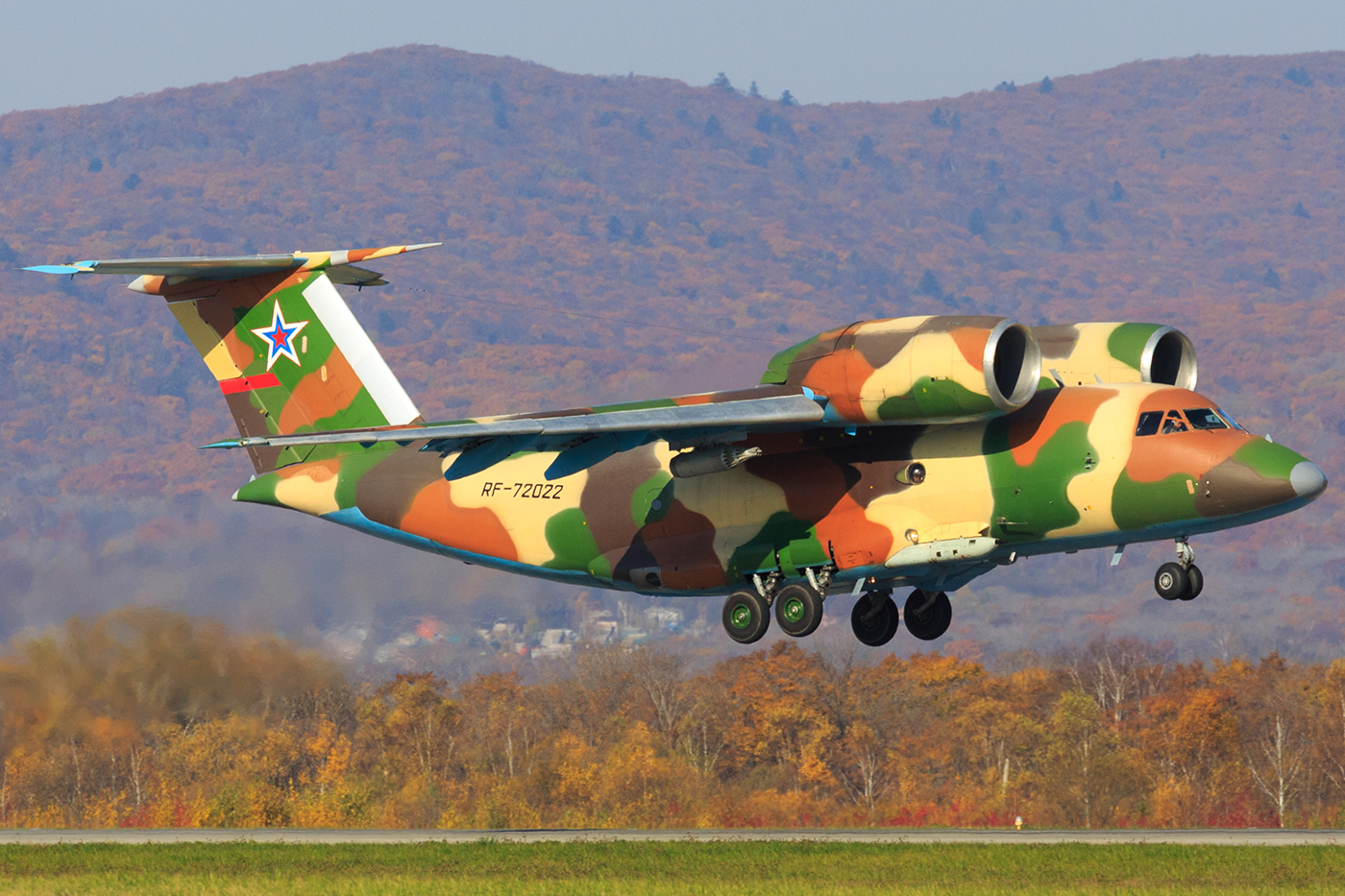
En kamouflage-färgad An-72P
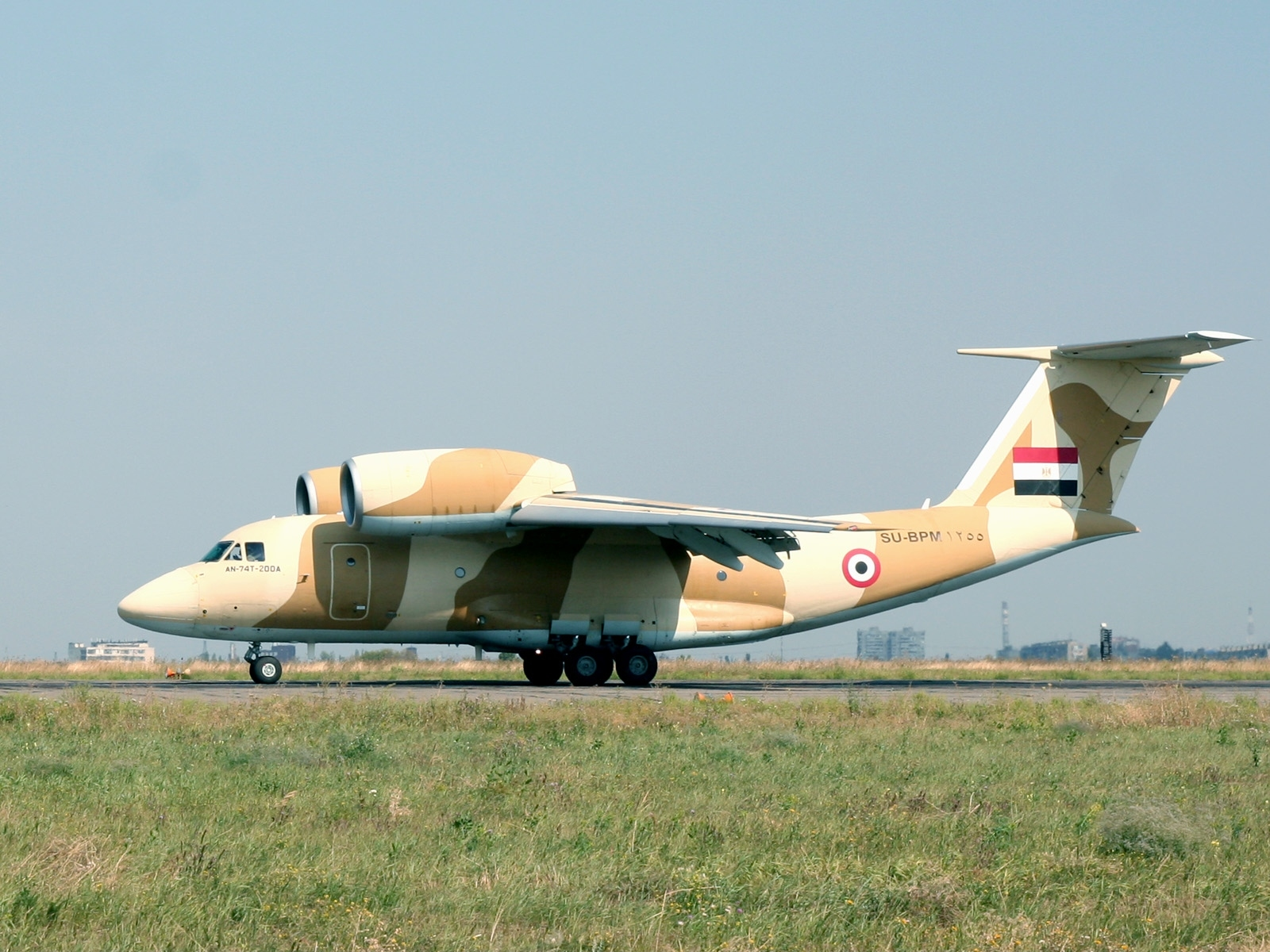
An-72-74
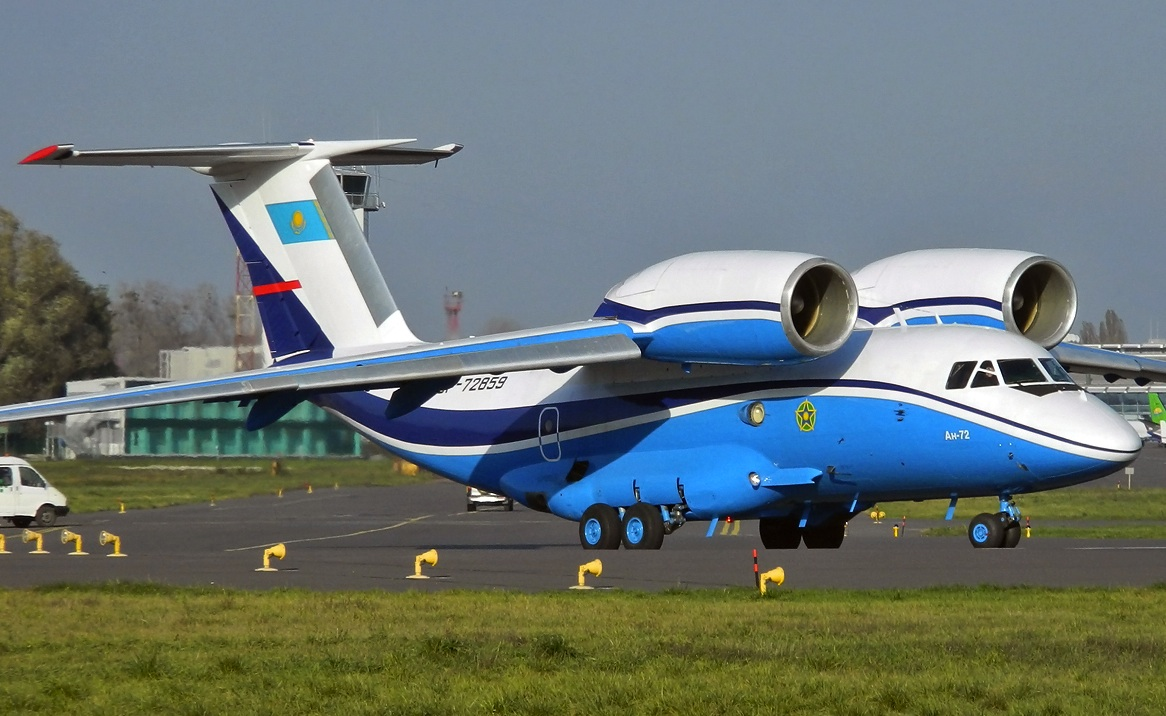
An-72-100
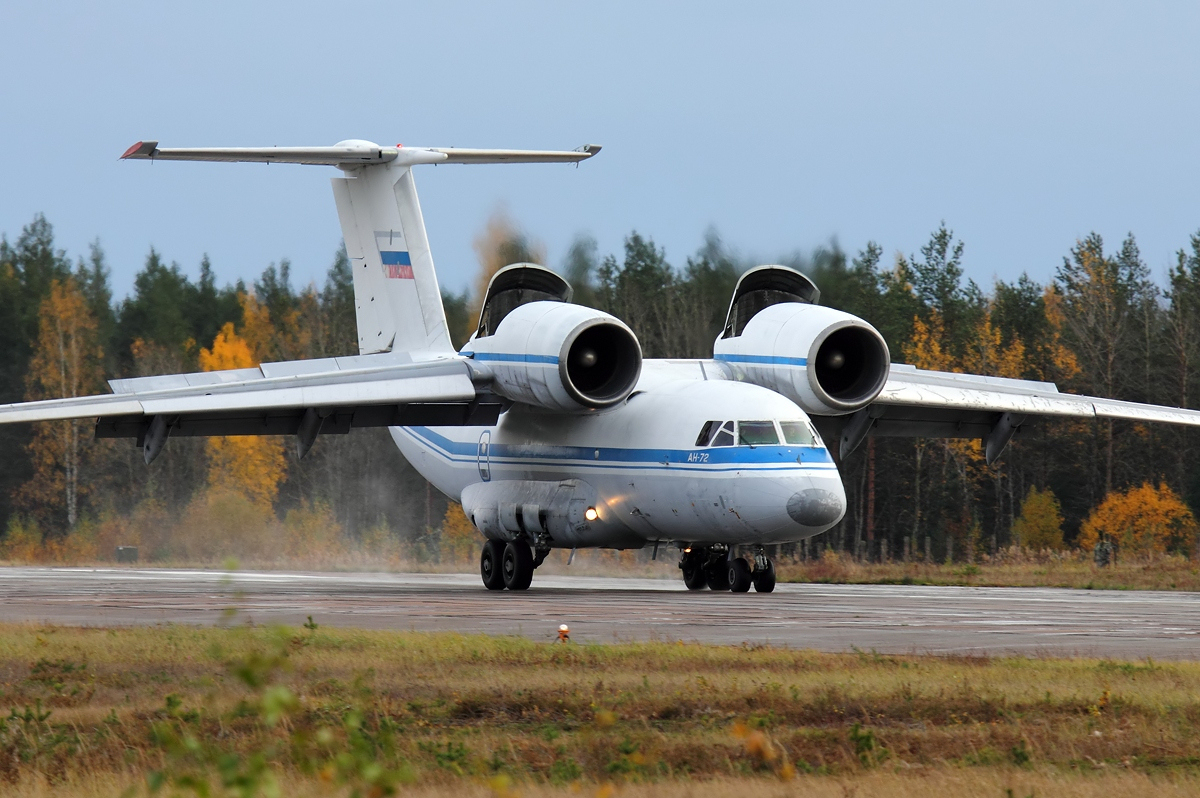
An-72S
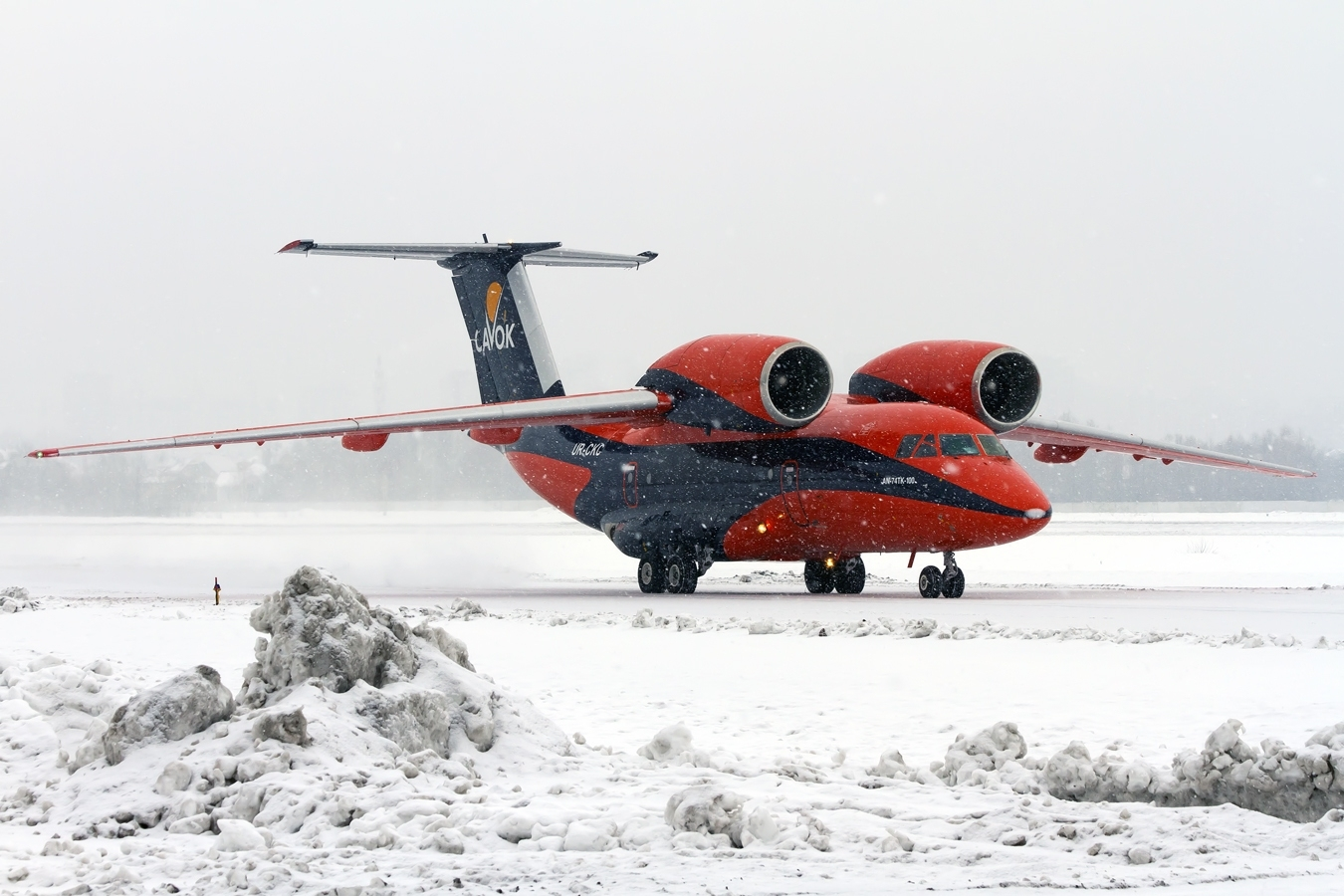
An-72-74
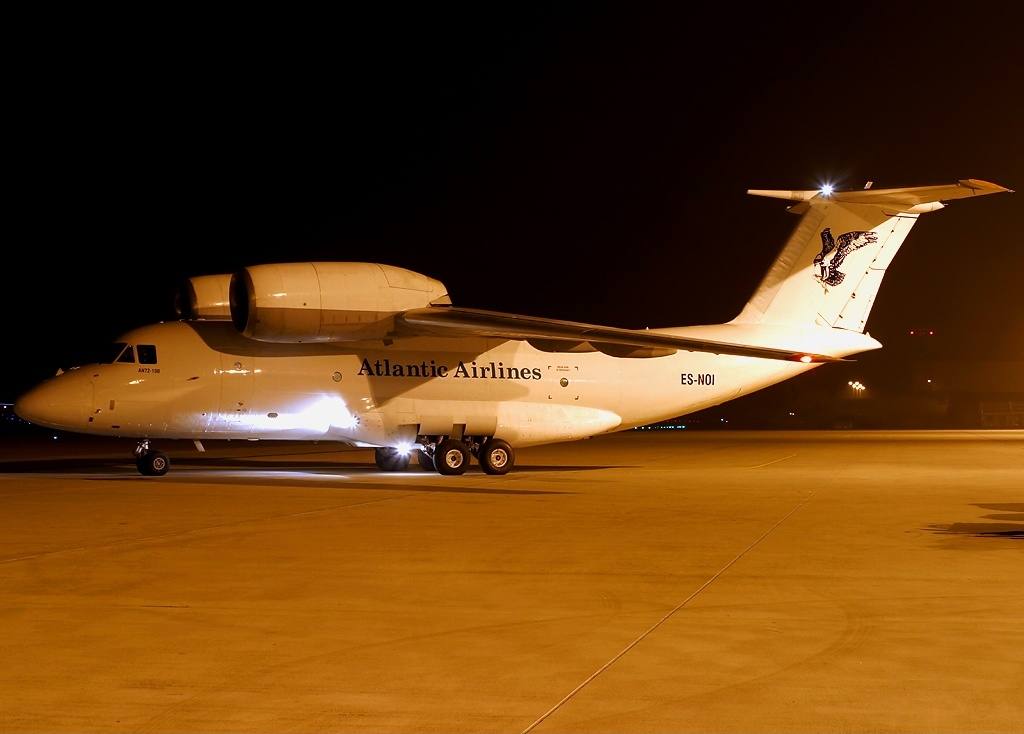
An-72-100